# Polle (Micronésie)
Polle est une île et une municipalité du district de Faichuk, État de Chuuk, dans les États fédérés de Micronésie. Elle compte 2 662 habitants en 2008.